# Robert Beverly Hale
Robert Beverly Hale (1901–14 de noviembre de 1985) fue un artista, conservador de pintura estadounidense del Museo Metropolitano de Arte y profesor de dibujo anatómico en la Liga de Estudiantes de Arte de Nueva York y en la Academia de Bellas Artes de Pensilvania. También fue el autor del conocido libro Drawing Lessons from the Great Masters (Lecciones de dibujo de los Grandes Maestros), así como traductor del libro clásico de anatomía Anatomie Artistique, del fisiólogo y escultor francés Paul Richer.

## Vida y carrera
Hale nació en el seno de una importante familia en Boston (Massachusetts), pero creció en Nueva York y estudió en la Universidad de Columbia, donde realizó estudios de posgrado en la Escuela de Arquitectura. También estudió en la Liga de estudiantes de arte de Nueva York bajo George Bridgman y William McNulty, y en la Sorbona, en París.
Entre 1942 y 1949 Hale trabajó para la revista Art News. Fue durante mucho tiempo profesor de dibujo y anatomía en la Liga de Estudiantes de Arte y profesor de dibujo en Columbia, donde enseñó y escribió sobre los principios del claroscuro y de la observación de la vida, instruyendo a sus estudiantes para ver y dibujar las formas de la naturaleza como formas geométricas conceptuales, como cilindros, cubos o esferas. Sus clases en la Liga incluían ejemplos de dibujos de figuras a tamaño real, de manera similar a lo que hacía su maestro y predecesor, George Brandt Bridgman.
Hale pasó a formar parte del personal del Museo Metropolitano de Arte de Nueva York en 1948, como el primer conservador del departamento de arte contemporáneo de Estados Unidos, cargo que ocupó hasta el año 1966. Entre otros logros, Hale facilitó la adquisición, por parte del Museo, de una pintura monumental de Jackson Pollock, titulada Ritmo de otoño (Autumn Rhythm), de 1950, frente a la oposición de los fideicomisarios del museo.
La obra de Hale fue expuesta en muestras en solitario en el Museo de Stamford y en la Galería Staempfli de Nueva York. Además de varios libros sobre dibujo, Hale fue autor de numerosos artículos, entre ellos uno sobre el dibujo en la Enciclopedia Británica, y una entrada sobre "La Historia de la Pintura Americana" para la Enciclopedia Grolier. También publicó poesía y obras de ficción en las revistas The New Yorker y Mademoiselle.
Su carrera como profesor, conservador y artista tienden a superponerse: según Hale, "Un día en East Hampton, [Willem] de Kooning se acercó a mi pequeño estudio y me dijo que estaba echando a perder a un gran número de personas por explicarles anatomía".
En 1962 Hale se casó con Nike Mylonas, historiadora del arte e hija de Georgios Mylonas. El matrimonio tuvo dos hijos, Alexander Curzon Hale y Evelyn Everett Hale. Hale murió el 14 de noviembre de 1985.

## Publicaciones
- Anatomy Lessons from the Great Masters by Robert Beverly Hale and Terence Cole. New York: Watson-Guptill Publications, 1977. ISBN 0-8230-0222-5
- Drawing Lessons from the Great Masters by Robert Beverly Hale. New York: Wason-Guptill Publications, 1989. ISBN 0-8230-1401-0
- Artistic Anatomy by Dr. Paul Richer, translated by Robert Beverly Hale. New York: Watson Guptill Publications, 1971. ISBN 0-8230-0297-7
- "Master Class in Figure Drawing" by Robert Beverly Hale and Terence Cole. Watson-Guptill Publications, 1985.  ISBN 0-8230-3014-8 (pbK)  0-8230-0224-1